# Percy Liedholm
Percy Einar August Liedholm, född 5 augusti 1937 i Malmö, död 5 mars 2018 i Malmö, var en svensk läkare och politiker (moderat).
Liedholm blev medicine licentiat vid Lunds universitet 1966, medicine doktor (på avhandlingen On Fibrinolysis in Reproduction) och docent i obstetrik och gynekologi 1975. Han började tjänstgöra vid Universitetssjukhuset MAS i Malmö 1966 och blev överläkare vid dess kvinnoklinik 1987, där han även varit klinisk lärare.
Liedholm invaldes till Malmö kommunfullmäktige 1982 och var ordförande där 1985–1988 och 1991–1994. Han var ersättare för moderaterna i Sveriges riksdag 1994 (suppleant i socialutskottet och utrikesutskottet). Han var från 2002 ledamot av regionfullmäktige i Region Skåne.
Percy Liedholm är begravd på Sankt Pauli norra kyrkogård.